# No-metall
Els no-metalls són divuit elements químics que presenten propietats força diferents de les dels metalls. En general, són mals conductors de la calor i electricitat i no són dúctils. S'inclouen en aquesta sèrie de la taula periòdica els gasos nobles, els halògens, els tres calcògens més lleugers, el dos pnicurs més lleugers, el carboni i l'hidrogen. Excepte l'hidrogen i l'heli que tenen configuracions electròniques 1s¹ i 1s², respectivament, tots tenen configuracions ns np. L'hidrogen, el carboni, l'oxigen i el nitrogen són absolutament essencials per a la vida humana. L’hidrogen i l’heli representen junts aproximadament el 99 % de la massa de l'Univers, mentre que l'escorça de la Terra i el cos humà estan composts principalment d’oxigen, amb components importants de carboni, nitrogen i hidrogen. De fet, gran part de la vida —humana, animal i vegetal— es pot resumir amb aquests quatre elements, que junts fan que la Terra sigui diferent de qualsevol altre planeta conegut.
No-metalls
| Grup    | 1   |  | 14  | 15   | 16    | 17    | 18    |
| Període |     |  |     |      |       |       |       |
| 1       | 1 H |  |     |      |       |       | 2 He  |
| 2       |     |  | 6 C | 7 N  | 8 O   | 9 F   | 10 Ne |
| 3       |     |  |     | 15 P | 16 S  | 17 Cl | 18 Ar |
| 4       |     |  |     |      | 34 Se | 35 Br | 36 Kr |
| 5       |     |  |     |      |       | 53 I  | 54 Xe |
| 6       |     |  |     |      |       |       | 86 Rn |

A excepció de l’hidrogen, situat al grup 1 de la taula periòdica, sobre els metalls alcalins, els no-metalls omplen un espai en forma de triangle a l’angle superior dret de la taula periòdica. Tots els elements gasosos són no-metàl·lics, un grup que també inclou alguns sòlids, a més del brom, l’únic element diferent del mercuri que és líquid a temperatura ambient. En general, els no-metalls es caracteritzen per propietats oposades a les dels metalls. Són mals conductors de la calor i de l'electricitat (malgrat que el grafit i el grafè, al·lòtrops del carboni, són bons conductors elèctrics), i tendeixen a formar anions guanyant electrons. No són especialment mal·leables i, mentre que la majoria dels metalls són brillants, els no-metalls poden ser de color apagat, negre (en el cas del carboni en alguns al·lòtrops) o invisibles, com és el cas de la majoria dels no-metalls gasosos.
La majoria dels no-metalls tenen aplicacions biològiques, tecnològiques o domèstiques. Els organismes vius estan compostos gairebé íntegrament pels no-metalls hidrogen, oxigen, carboni i nitrogen. Gairebé tots els no-metalls tenen usos individuals en medicina, farmàcia, il·luminació, làser i articles domèstics.
Encara que el terme "no-metàl·lic" es remunta a 1566, no existeix una definició precisa de no-metall àmpliament acceptada. Alguns elements presenten una marcada barreja de propietats metàl·liques i no-metàl·liques, i els casos límit que es consideren no-metalls varien en funció dels criteris de classificació. Catorze elements es reconeixen sempre com a no-metalls i nou més es qualifiquen parcialment com a no-metalls.

## Definició i elements aplicables
Un no-metall és un element químic que es considera que no té una preponderància de propietats metàl·liques com la brillantor, la deformabilitat, una bona conductivitat tèrmica i elèctrica i la capacitat de formar un òxid bàsic (en lloc d'àcid). Com que no hi ha una definició rigorosa d'un no-metall, hi ha certa variació entre les fonts quant a quins elements es classifiquen com a tals. Les decisions implicades depenen de quina propietat o propietats es consideren més indicatives del caràcter no-metàl·lic o metàl·lic.
Encara que Steudel, en 2020, va reconèixer vint-i-tres elements com no-metalls, qualsevol llista d'aquest tipus està oberta a qüestionament. Catorze gairebé sempre reconeguts són hidrogen, oxigen, nitrogen i sofre; els altament reactius halògens fluor, clor, brom i iode; i els gasos nobles heli, neó, argó, criptó, xenó i radó (vegeu, per exemple, Larrañaga et al). Els autors van reconèixer el carboni, el fòsfor i el seleni com a no-metalls; Vernon havia informat anteriorment que aquests tres elements de vegades es consideraven metal·loides. Els elements comunament reconeguts com metal·loides, és a dir, bor; silici i germani; arsènic i antimoni; i tel·luri es compten de vegades com una classe intermèdia entre els metalls i els no-metalls quan els criteris utilitzats per distingir entre metalls i no-metalls no són concloents. En altres ocasions es compten com a no-metalls a la llum de la seva química no-metàl·lica.
Dels 118 elements coneguts no més del 20% es consideren no-metalls. L'estatus d'uns quants elements és menys segur. L'àstat, el cinquè halogen, sovint s'ignora a causa de la seva raresa i intensa radioactivitat; la teoria i les proves experimentals suggereixen que és un metall. Els elements superpesants copernici (Z= 112), flerovi (114), i oganessó (118) poden resultar no-metalls; el seu estatus no ha estat confirmat.

## Propietats

### Configuracions electròniques
Amb l'excepció de l'hidrogen i de l'heli, que tenen configuracions electròniques 1s¹ i 1s², la resta de no-metalls tenen els seus darrers electrons ocupant completament un orbital s, això és ns², i parcialment o completament els orbitals np. El grup que té els orbitals p complets, això és configuració ns² np⁶, són els anomenats gasos nobles, gens o molt poc reactius (només el xenó presenta diferents composts). La resta d'elements tenen tendència a agafar tant d'electrons com els necessaris per adquirir aquesta configuració de gas noble, excepte el carboni que en precisaria 4. Les afinitats electròniques són elevades, per la qual cosa formen anions; i les energies d'ionització són elevades, raó per la qual en condicions habituals no s'observen cations d'aquests elements, excepte de l'hidrogen. Tanmateix, quan es combinen amb elements més electronegatius que ells, presenten estats d'oxidació positius elevats.

### Electronegativitats
Les electronegativitats d'aquests elements són les més altes de la taula periòdica. Els valors, per ordre decreixen de l'electronegativitat de Pauling són: χF = 3,98; χO = 3,44; χCl = 3,16; χN = 3,04; χBr = 2,96; χI = 2,66; χS = 2,58; χC = χSe = 2,55. Pels gasos nobles no existeixen electronegativitats de Pauling i cal observar que a la sèrie anterior que es corresponen als nou elements amb electronegativitat més alta, tots són no-metalls. Tots ells, per tant, atreuen en força els electrons compartits amb altres elements en els enllaços covalents.

## Abundància
Només dos no-metalls, l’hidrogen i l’heli, que ocupen les dues primeres posicions de la taula periòdica, representen el 99,9 % de la matèria de l'Univers sencer, però el percentatge de matèria que formen a la Terra és molt petit. La raó d’aquesta disparitat és que, mentre que el nostre propi planeta és únic per mantenir la vida (que requereix oxigen, carboni, nitrogen i altres elements), la gran majoria de l’univers està formada per estrelles, compostes principalment d’hidrogen i heli.
Els no-metalls representen una gran part de la massa elemental total coneguda de l'escorça terrestre, les aigües i l’atmosfera del planeta. Els percentatges són: oxigen 49,2%; hidrogen 0,87%; clor 0,19%; fòsfor 0,11 %; carboni 0,08 %; sofre 0,06 %; nitrogen 0,03 %; fluor 0,03 %. A l’atmosfera terrestre, la composició és totalment no-metàl·lica, com es podria esperar: nitrogen 78 %; oxigen 21 %; argó 0,93 %. El carboni, juntament amb l’oxigen i l’hidrogen, representa el 93 % de la massa corporal. Els percentatges són: oxigen 65 %; carboni 18 %; hidrogen 10 %; nitrogen 3 %; fòsfor 1,0 %; sofre 0,26 % i clor 0,14 %.